# 茹帕尼夫卡
50°55′39″N 28°21′18″E / 50.92750°N 28.35500°E
茹帕尼夫卡（烏克蘭語：Жупанівка），是烏克蘭的村落，位於該國北部日托米爾州，由科羅斯堅區負責管轄，始建於1911年，面積0.7平方公里，海拔高度200米，2001年人口65，人口密度每平方公里92.72人。